# Lise Davidsen
Pour les articles homonymes, voir Davidsen.
Lise Davidsen, née le 8 février 1987 à Stokke, est une soprano norvégienne.

## Biographie
Lise Davidsen naît le 8 février 1987 à Stokke, en Norvège,.
Elle commence l'apprentissage du chant à l’âge de 15 ans, en même temps que la guitare et le solfège, et découvre l'opéra lorsqu'elle a 19 ans, avec Le Chevalier à la rose de Richard Strauss. Elle étudie à l'Académie Grieg de musique de Bergen puis avec Susanna Eken à l'Académie royale danoise de musique à Copenhague, dont elle sort diplômée en 2014.
En 2015, elle est lauréate de plusieurs concours internationaux, dont le Concours « Reine Sonja » et Operalia, où elle remporte trois prix, le premier prix féminin, le prix du public et le prix Birgit Nilsson.
En 2018, elle est remarquée et saluée par toutes les critiques dans le rôle de la diva et d'Ariadne dans l'Ariadne auf Naxos de Richard Strauss au festival d'Aix-en-Provence.
En 2019, c'est à Paris pour les Vier letzte Lieder que sa prestation est saluée à la Philharmonie.
Depuis lors, elle se produit sur les plus grandes scènes lyriques internationales, et devient l'une des sopranos dramatiques les plus prisées notamment dans le répertoire wagnérien faisant ses débuts avec succès au festival de Bayreuth en 2019 dans le rôle d'Elisabeth dans Tannhauser.
En mars 2020, elle chante le rôle-titre dans Fidelio au Royal Opéra House quelques jours avant les fermetures dues à la pandémie, et Sieglinde dans le Ring en version concert et sans public donné par l'Opéra de Paris en novembre 2020 et retransmis sur France Musique.
Elle est également très rapidement invitée au Metropolitan Opera de New York, d'abord en Lisa dans la Dame de Pique, puis pendant la pandémie alors que la salle est fermée, elle a l'honneur de figurer parmi les artistes choisis pour des prestations solistes à distance et elle donne un récital retransmis dans le monde entier qui montre l'étendue de son répertoire. En 2022, elle chante successivement dans Ariadne auf Naxos puis dans Elektra dans le temple de l'opéra à New York, ses deux prestations étant considérées comme exceptionnelles.
Devenue star internationale très recherchée, notamment au MET de New York ou à l'opéra de Chicago où elle multiplie les prises de rôle, elle aborde Tosca, Jenufa et annonce pour 2026 Isolde dans une nouvelle production de Tristan und Isolde sous la direction de Yannick Nezet-Seguin, Brünnhilde dans un nouveau Ring dont l'ensemble du cycle s'achèvera en 2030 et Lady Macbeth dans Macbeth.

## Distinctions
- International Opera Award dans la catégorie « interprète féminin » (2020/2021)[14].
- prix Herbert-von-Karajan 2024[15].

## Discographie

### albums solo
- Lise Davidsen (récital Wagner, Strauss) avec le Philharmonia Orchestra, Esa-Pekka Salonen (dir.), Decca, 2019[16],[17].
- Lise Davidsen : Beethoven, Wagner, Verdi, avec le London Philharmonic Orchestra, Mark Elder (dir.), Decca, 2021[18],[8].
- Lise Davidsen & Leif Ove Andsnes : EDVARD GRIEG, Decca, 2022[19].
- Lise Davidsen: Christmas from Norway, Decca, 2023[20].
- Sibelius, extraits d'airs - Lise Davidsen, Bergen Philharmonic Orchestra sous la direction de Edward Gardner - Chandos - 2021

### Intégrales d'opéras
- Der Freischutz - sous la direction de Marek Janowski, avec Andreas Schager, Lise Davidsen, Alan Held, Sofia Fomina, Markus Eiche, Christoph Filler, Andreas Bauer Kanabas, Franz Josef Selig, Corinna Kirchhoff, Peter Simonischek - Pentagone - 2019
- Fidelio - Lise Davidsen (Leonore), Christian Elsner (Florestan), Georg Zeppenfeld (Rocco), Johannes Martin Kränzle (Don Pizarro), Christina Landshamer (Marzelline), Cornel Frey (Jaquino), Günther Groissböck (Don Fernando), Dresdner Philharmoniker sous la direction de Marek Janowski -  Pentatone - 2021
- Der Fliegende Holländer - Lise Davidsen, Gerald Finley, Brindley Sherratt, Stanislas de Barbeyrac, Anna Kissjudit, Eirik Grøtvedt, Orchestra and Chorus of Norwegian National Opera sous la direction de Edward Gardner - Decca - 2025